# 入道ヶ岳
入道ヶ岳（にゅうどうがたけ）は、三重県鈴鹿市にある標高906 mの山である。鈴鹿山脈に属し、鈴鹿セブンマウンテンおよび近畿百名山の1つに数えられている。その中では比較的登りやすい山である。

## 概要
山頂付近はなだらかな草地(笹原）が広がっている。山頂付近のアセビの群落は、1962年（昭和37年）2月14日に、三重県指定の天然記念物）に指定されている。平らな広い山頂からは、伊勢湾と御在所岳、鎌ヶ岳などの山並みを望むことができる。またこの山は椿大神社（つばきおおかみやしろ）の御神体で山頂に鳥居、山頂から北西約300mに奥の宮に祠が祭ってある。春期（5月）と秋期（11月）に行われる大祭で禊の終わった白装束の信者が、自然の恵みに感謝を込めるために以下の北尾根道を登って奥の宮に御参りするお祭りがある。

## 登山ルート
登山口は、宮妻峡、椿大神社、小岐須渓谷（おぎすけいこく）の3箇所である。それぞれ公共交通機関（バス）の便がある。バスの便は、四日市市または鈴鹿市のいずれかからである。

### 鈴鹿市の椿大神社からの3ルート
（1）北尾根
椿大神社から鍋川に沿って西に登っていくと10メートルほどで右手に階段（椿大神社の御神事に使う道）が見えてくるここが北尾根道の入り口となる。最後の1/4ほどは、景色が良いゆるやかな道である。大久保から巡視路をたどり、北尾根へ合流することもできる。
（2）二本松尾根
上記（1）を通過後鍋川に沿ってさらに西に登ると左手に少し開けたところが見えてくるこの開けた方に進むのが二本松尾根ルートである。比較的なだらかで距離はあるが登りやすいビギナー向けのルートである。小学生なども良く遠足でこのルートを登っていた。ただし登山道の景色はあまりよくない
（3）井戸ヶ谷
（2）を超えそのまままっすぐ登るルートが井戸谷ルート。最初の1/3は植林地の中の登り、次の1/3は谷川に沿った登り（小さな滝がある）、最後の1/3は雑木林から笹の中の登りである。最後の笹の中の登りは、急であるが、伊勢平野の眺めが良い。

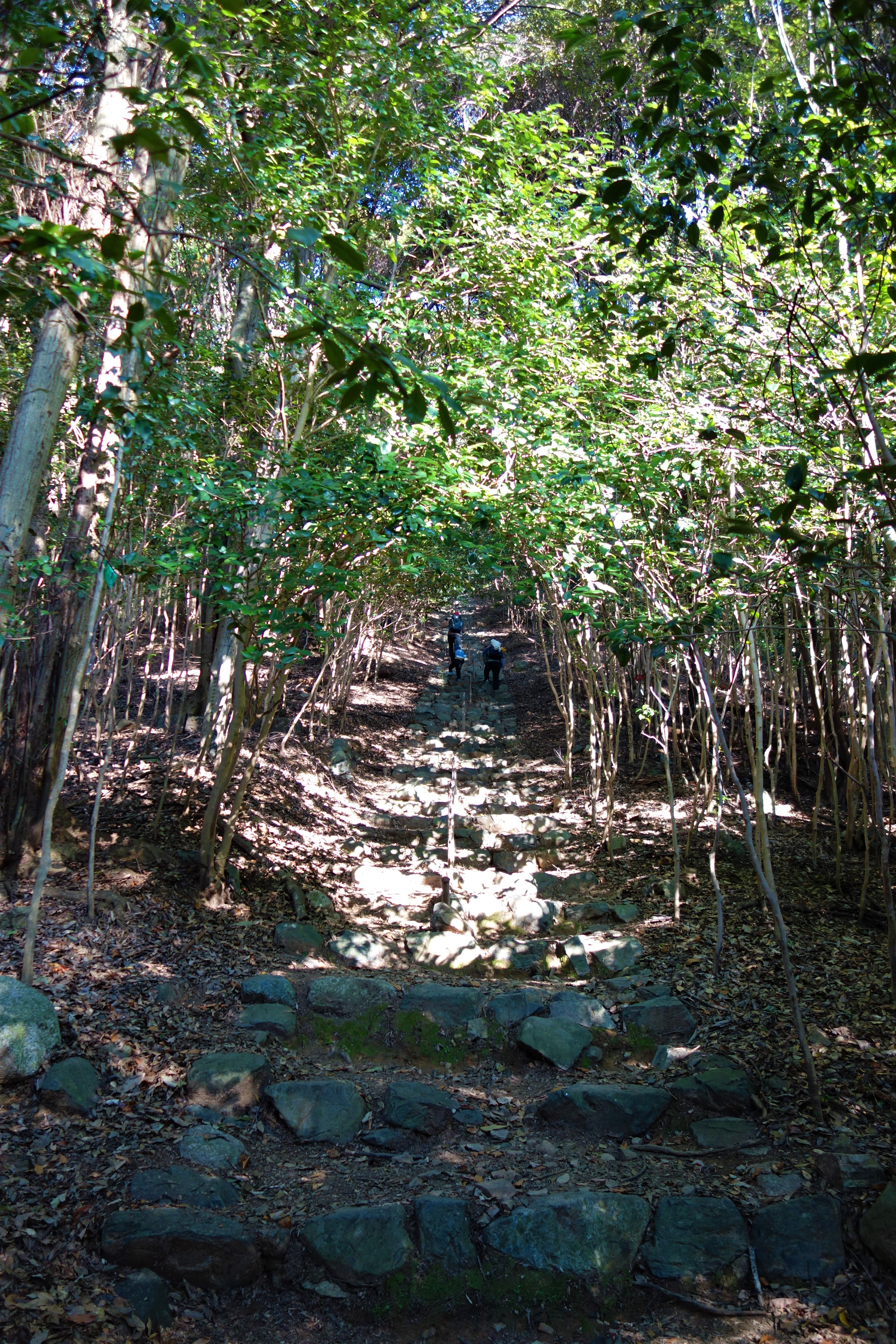
北尾根コース序盤にある愛宕社の急階段
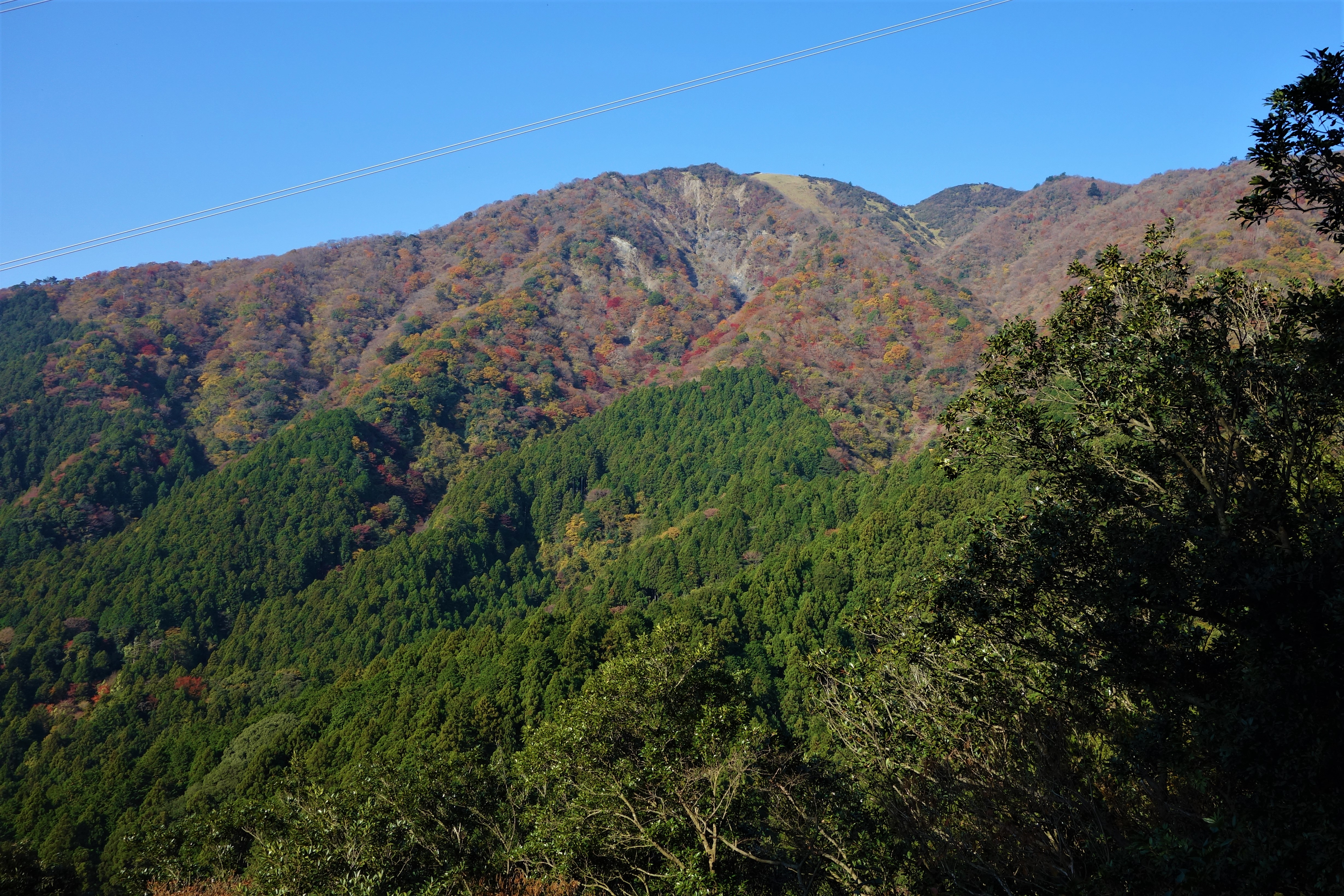
北尾根コースの展望所から入道ヶ岳
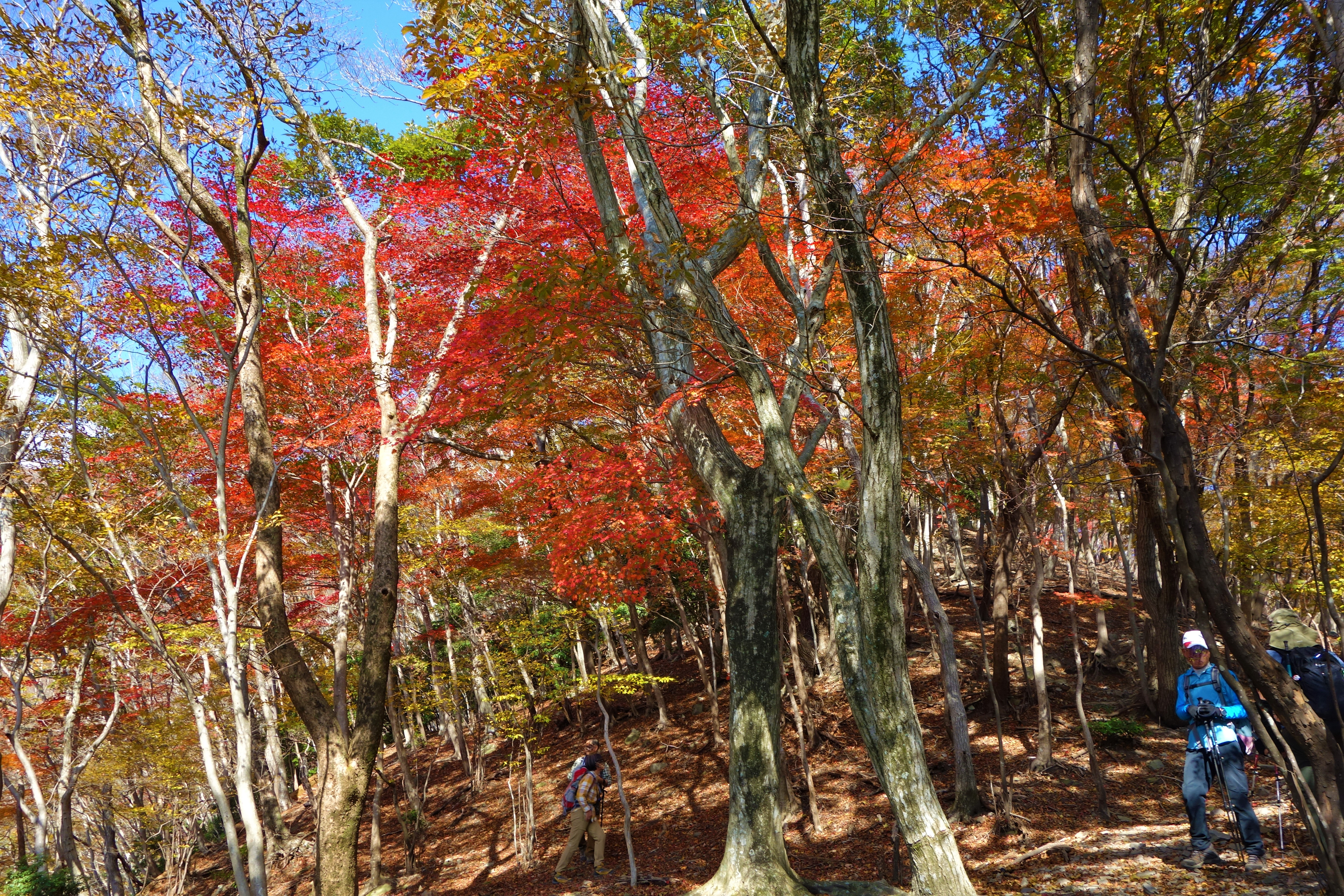
北尾根コースの紅葉
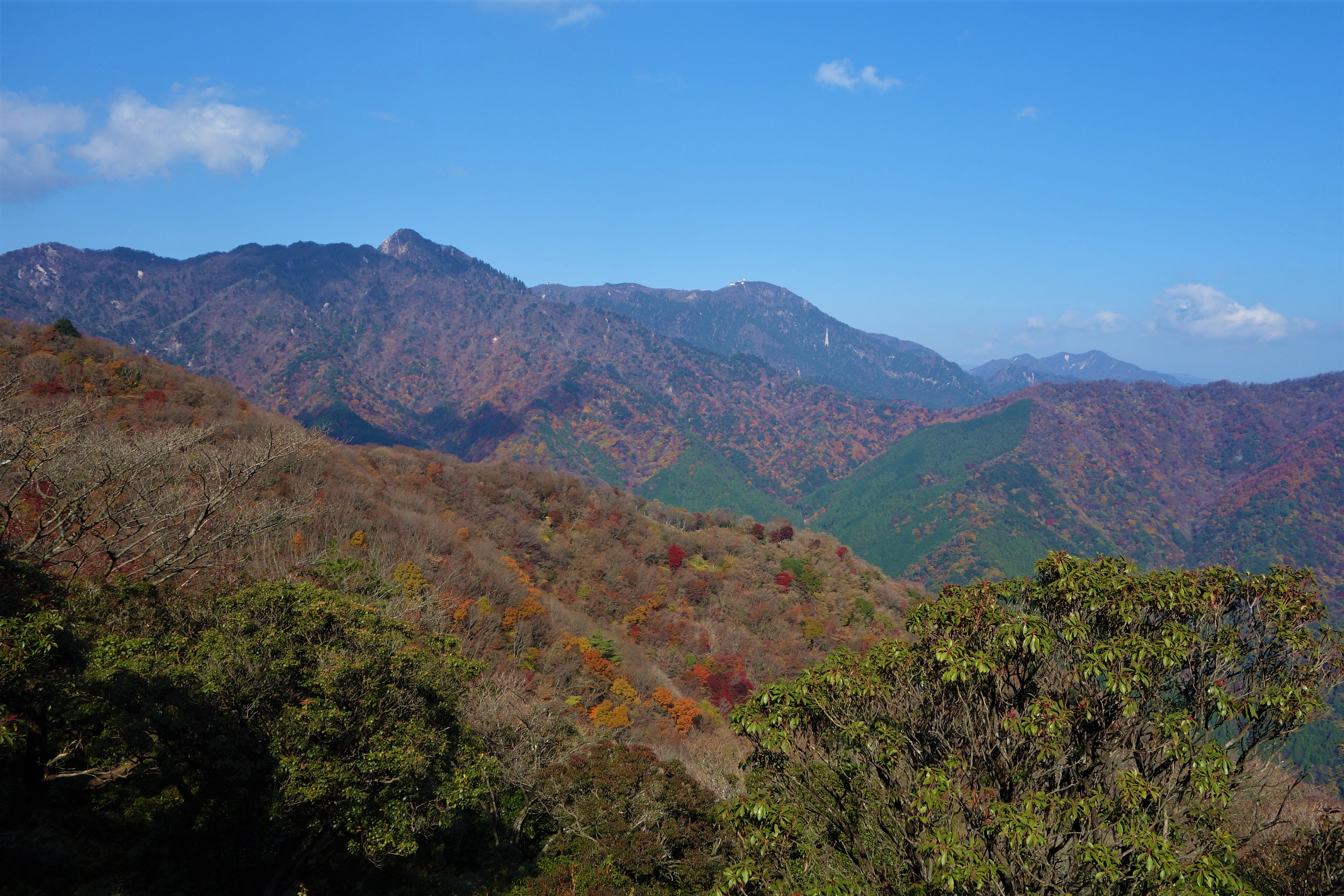
北尾根コース（八合目）から鎌ヶ岳・御在所岳・釈迦ヶ岳を望む
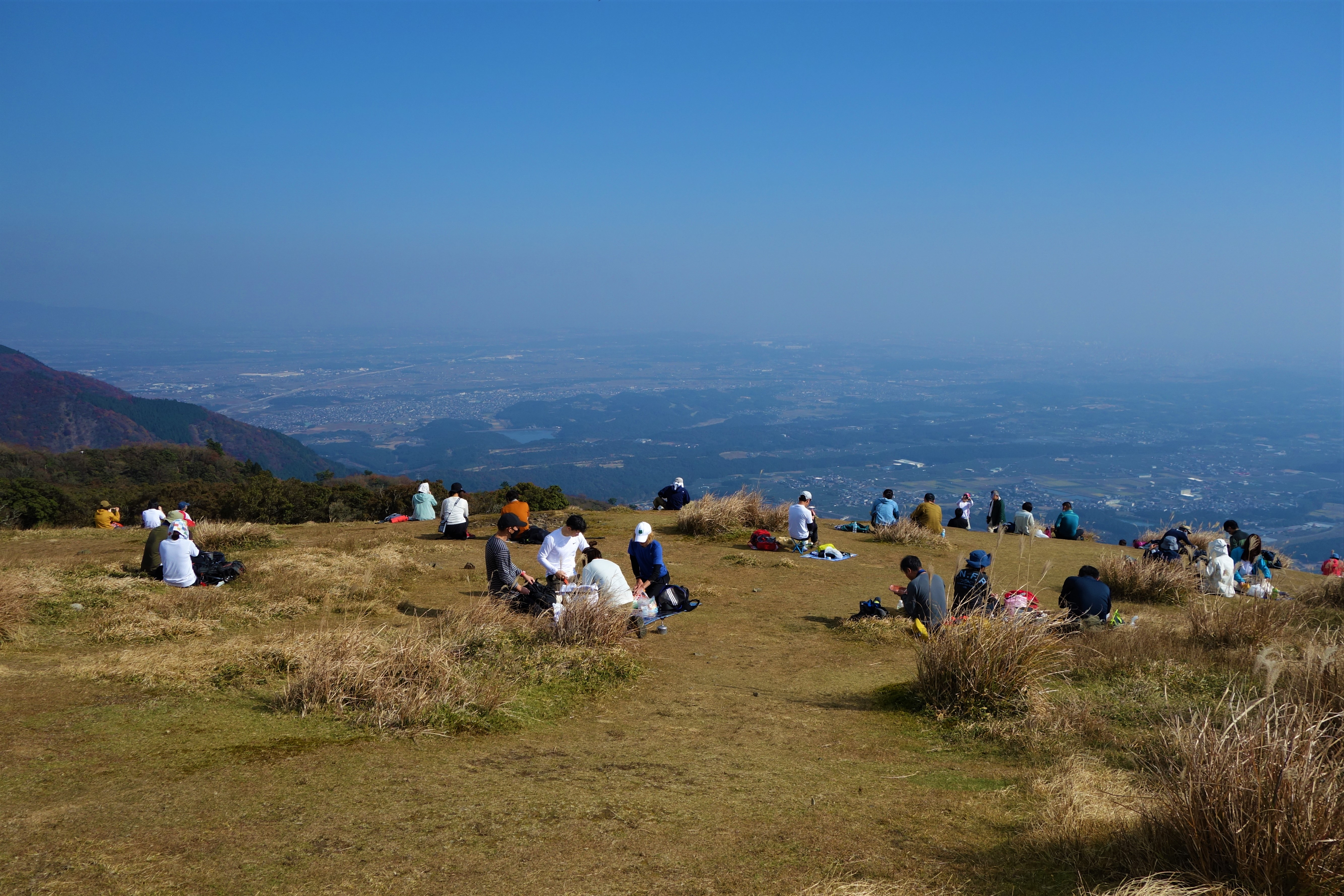
入道ヶ岳山頂
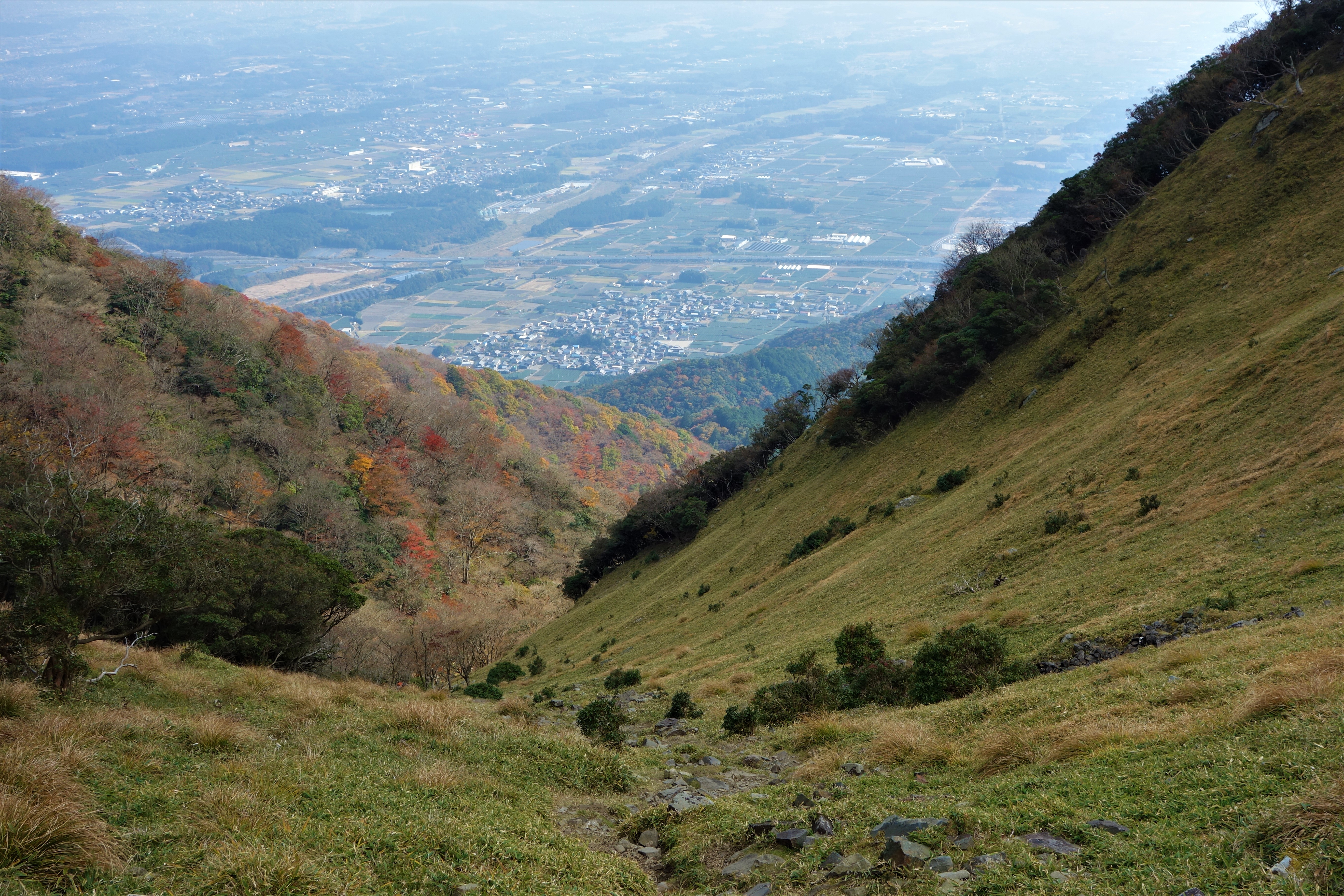
井戸谷コースの急坂
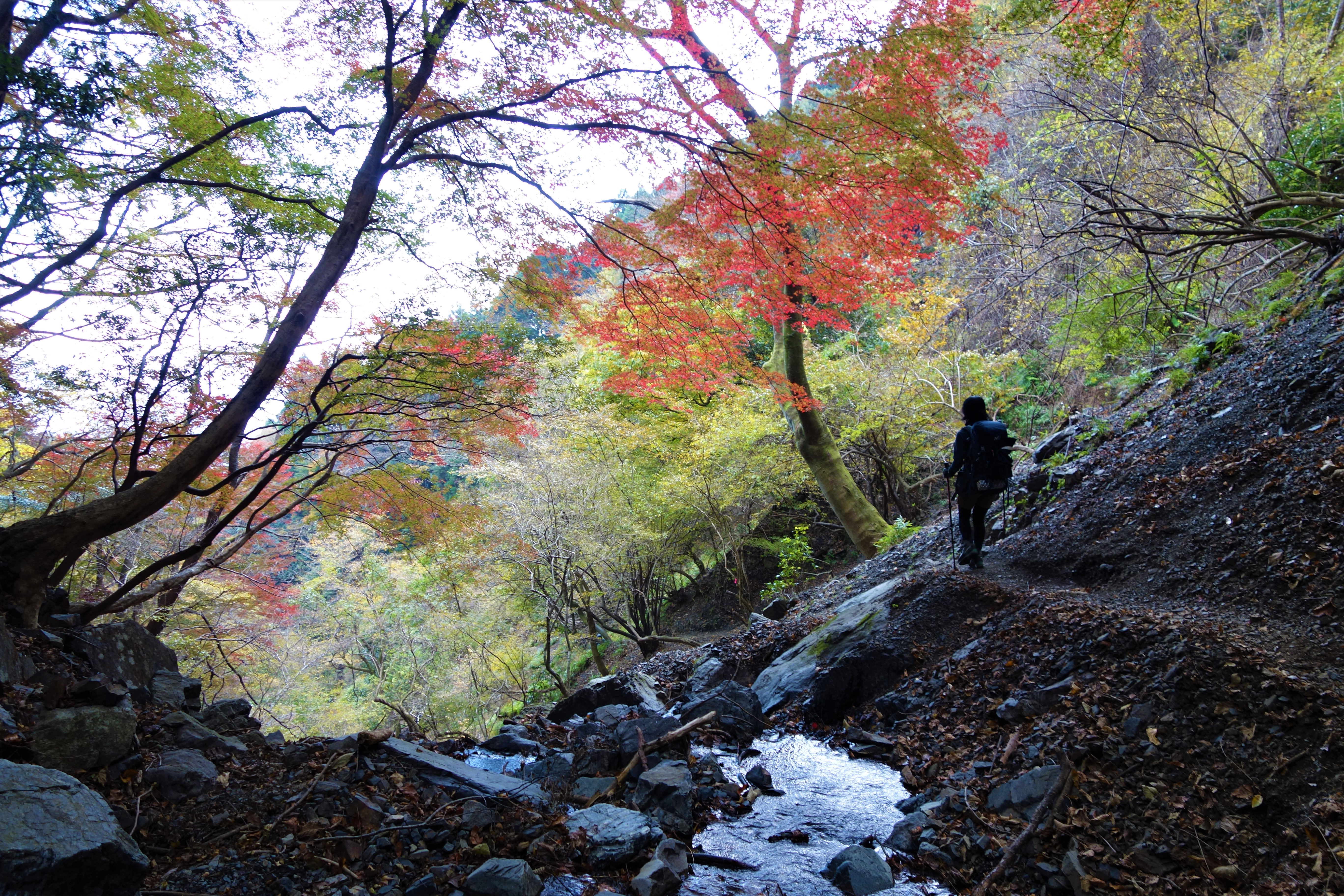
井戸谷コースの紅葉

### 四日市市の宮妻峡からの3ルート
（1）宮妻ヒュッテ駐車場の西端から内部川を横切って入る入道ヶ岳新道ルート
初めは少し急であるが比較的登りやすく登山道も広葉樹が多く景色もほかのルートに比べて良い。
（2）宮妻林道を経由するルート
自動車は進入不可。ひたすら舗装された林道を歩き最終的に入道新道に入るルートである。ただし奥の宮近くが良く崩れるため補修工事が行われていることが多くお勧めできない。
（3）奥の谷からいわくら尾根を経由して登る
（2）の宮妻林道の途中を右に入り奥の谷に沿って登りいわくら尾根に出る。いわくら尾根を左折し入道ヶ岳に至る。

### 小岐須渓谷からの4ルート
（1）滝ヶ谷
小岐須バス停から徒歩約20分で滝ヶ谷登山口に着く。谷に沿って上っていき、二本松尾根に合流。途中から左に折れると（2）の池ヶ谷へ出ることもできる。やや道が荒れている。
（2）池ヶ谷
（1）の登山口から更に20分ほど歩くと池ヶ谷登山口に着く。前半は杉の植林地を歩き面白みは少ないが、後半は二次林の静かな谷に沿って登る雰囲気が良い道になる。頂上と奥宮の中間のくぼ地に出る。
（3）松ヶ谷
（2）より数分間歩いて大石橋を渡った林道より入る。途中までは（4）と同じ道を行く。最後はいわくら尾根に出るが、尾根の直前はややガレているので注意が必要。
（4）大岩谷
途中まで（3）と同じ。途中での分岐を左に取ると大岩谷に入る。白滝を過ぎ更に登ると大岩への分岐がある。左への分岐を取ると大岩を経由して県境尾根に至るが、入道ヶ岳へは直進する。（3）と同様にいわくら尾根に出る。

## 地理
鈴鹿山脈南部に位置し、主稜線の水沢峠の南から東に派生するイラクラ尾根上にある。

### 周辺の山
| 山容                       | 山名              | 標高 （m） | 三角点等級 基準点名               | 入道ヶ岳からの 方角と距離（km） | 備考                          |
| -------------------------- | ----------------- | ---------- | --------------------------------- | ------------------------------- | ----------------------------- |
| 中道から望む御在所岳       | 御在所岳          | 1,212      | （一等）「御在所山」 （1209.41m） | 北 5.4                          | 日本二百名山                  |
| 入道ヶ岳上部から望む鎌ヶ岳 | 鎌ヶ岳            | 1161       |                                   | 北 3.3                          |                               |
| 鎌ヶ岳から望む雲母峰       | 雲母峰            | 888.13     | 三等 「吉良々山」                 | 北東 3.1                        | きららみね                    |
| 鎌ヶ岳から望む水沢岳       | 水沢岳 （宮越山） | 1029.28    | 三等 「冠山」                     | 北西 2.3                        | すいざわだけ （みやごしやま） |
| 入道ヶ岳山頂の鳥居と三角点 | 入道ヶ岳          | 905.58     | 三等 「入道岳」                   | 0                               |                               |
|                            | 宮指路岳          | 945.52     | 三等 「井戸谷」                   | 西 3.1                          | くしろだけ                    |
|                            | 野登山            | 851.60     | 二等 「野登山」                   | 南西 3.4                        | ののぼりやま                  |
|                            | 仙ヶ岳            | 961        |                                   | 南西 4.3                        | せんがたけ                    |

### 源流の河川
以下の鈴鹿川の支流の源流となる山で、伊勢湾へと流れる。
- 内部川 - 宮妻峡
- 御幣川 - 小岐須峡

### 周辺の峠
- 武平峠（ぶへいとうげ） - 御在所岳と鎌ヶ岳との鞍部、 国道477号（鈴鹿スカイライン）の武平トンネルがその下を通る。
- 岳峠（だけとうげ） - 鎌ヶ岳の南の鞍部。
- 水沢峠（すいざわとうげ） - 水沢岳の南の鞍部。
- 仏峠（ほとけとうげ） - 水沢峠と宮指路岳との間にある鞍部。
- 小岐須峠（おぎすとうげ） - 宮指路岳のすぐ北の鞍部。
- 小社峠（こやしろとうげ） - 仙ヶ岳の北の鞍部。

## 関連図書
- 『地図で歩く鈴鹿の山 ハイキング100選』中日新聞社、2003年9月、80-87頁。ISBN 4806204641。
- 『鈴鹿の山 万能ガイド』中日新聞社、2006年9月、62-65頁。ISBN 4-8062-0526-5。
- 『改訂新版　名古屋周辺の山』山と溪谷社、2010年7月、368-369頁。ISBN 9784635180177。
- 『改訂版 三重県の山』山と溪谷社〈新・分県登山ガイド・改訂版〉、2010年8月、36-37頁。ISBN 9784635023733。